# نوردوشتوکرمارک
نوردوشتوکرمارک (به آلمانی: Nordwestuckermark) یک شهر در آلمان است که در یوکرمرک واقع شده‌است. نوردوشتوکرمارک ۵٬۰۶۳ نفر جمعیت دارد.